# Saturn-1991 Petersburg
Saturn-1991 Sankt Petersburg (ros. Футбольный клуб «Сатурн-1991» Санкт-Петербург, Futbolnyj Kłub "Saturn-1991" Sankt-Pietierburg) – rosyjski klub piłkarski z siedzibą w Sankt Petersburgu.

## Historia
Chronologia nazw:
- 1991—1995: Smiena-Saturn Sankt Petersburg (ros. «Смена‑Сатурн» Санкт-Петербург)
- 1996: Saturn-1991 Sankt Petersburg (ros. «Сатурн-1991» Санкт-Петербург)

Założony w 1991 jako Smiena-Saturn Sankt Petersburg.
W 1992 klub debiutował Drugiej Lidze, grupie 4, w której zajął drugie miejsce i awansował do Pierwszej Ligi, grupy Zachodniej.
Od 1996 klub nazywał się Saturn-1991 Sankt Petersburg. W sierpniu 1996 odbyła się fuzja z klubem Lokomotiw Sankt Petersburg. Nowo powstały klub przyjął nazwę Lokomotiw-Saturn Sankt Petersburg i zajął miejsce Saturna w Pierwszej Lidze.

## Sukcesy
- 5 miejsce w Rosyjskiej Pierwszej Lidze, grupie Zachodniej:

1993
- 1/8 w finału Pucharze Rosji:

1994

## Inne
- Zenit Petersburg